# General Cup
General Cup var en professionell inbjudningsturnering i snooker som spelades i Hongkong. Den etablerades 2004 under namnet General Cup International men spelades bara sporadiskt fram till 2011. Från 2012 arrangerades tävlingen under namnet General Cup.
Turneringen spelades i grupper, sedan 2013 två grupper om fyra spelare där de två främsta spelade semifinaler.

## Vinnare
| År                        | Vinnare                   | Motståndare               | Resultat                  | Säsong                    |
| General Cup International | General Cup International | General Cup International | General Cup International | General Cup International |
| ------------------------- | ------------------------- | ------------------------- | ------------------------- | ------------------------- |
| 2004                      | Issara Kachaiwong         | Dominic Dale              | 6 – 3                     | 2004/05                   |
| 2009                      | Ricky Walden              | Liang Wenbo               | 6 – 2                     | 2009/10                   |
| 2011                      | Stephen Lee               | Ricky Walden              | 7 – 6                     | 2011/12                   |
| General Cup               |                           |                           |                           |                           |
| 2012                      | Neil Robertson            | Ricky Walden              | 7 – 6                     | 2012/13                   |
| 2013                      | Mark Davis                | Neil Robertson            | 7 – 2                     | 2013/14                   |
| 2014                      | Ali Carter                | Shaun Murphy              | 7 – 6                     | 2014/15                   |
| 2015                      | Marco Fu                  | Mark Williams             | 7 – 3                     | 2015/16                   |